# Power Rangers Samurai
Power Rangers Samurai oraz Power Rangers Super Samurai – osiemnasty i dziewiętnasty sezon amerykańskiego serialu dla dzieci i młodzieży Power Rangers, oparty na japońskim serialu tokusatsu Samurai Sentai Shinkenger.
Seria Power Rangers Samurai/Super Samurai liczy łącznie 45 odcinków (23+22) i jest pierwszą wyprodukowaną przez Saban Brands, po wykupieniu od Disneya praw do marki przez Haima Sabana, twórcy oryginalnych Mighty Morphin Power Rangers. Tym samym jest to sezon otwierający Erę Neo-Saban w historii Power Rangers. Saban Brands podpisało umowę na emisję nowego sezonu na antenie stacji Nickelodeon, co oznaczało produkcję serialu zgodnie z myślą właścicieli tej stacji – nie więcej niż 20 nowych odcinków na rok (nie licząc epizodów specjalnych). Tym samym jest to pierwsza inkarnacja serialu za czasów Saban Brands, która rozpoczęła trend dzielenia akcji serii na dwa oddzielne sezony – w tym przypadku na Power Rangers Samurai (2011 rok, 23 odcinki) i będące bezpośrednią kontynuacją Power Rangers Super Samurai (2012 rok, 22 odcinki). Oba sezony bazują na materiale z tego samego serialu z serii Super Sentai (Samurai Sentai Shinkenger), co również wydarzyło się po raz pierwszy w historii Power Rangers.
Premiera produkcji odbyła się 7 lutego 2011 roku w Stanach Zjednoczonych, na antenie stacji Nickelodeon. Finałowy odcinek został wyemitowany 15 grudnia 2012 roku na tym samym kanale.
Polska premiera serii miała miejsce 8 października 2011 roku na antenie stacji Nickelodeon.

## Fabuła

### Samurai
Zobowiązani do wypełniania obowiązków swoich przodków, Kevin, Mike, Emily i Mia dołączają do Jaydena w walce z siłami zła. Nowe pokolenie Power Rangers musi opanować starożytne symbole mocy samuraja, które pozwolą im kontrolować żywioły ognia, wody, nieba, lasu i ziemi. Pod opieką swojego wszystko wiedzącego mentora i z pomocą oddanych zwierzęcych zordów, Power Rangers Samurai ratują ludzkość przed mrocznymi siłami zła mistrza Xandreda.

### Super Samurai
Wody rzeki Sanzu wzbierają się, zaś potwory Mistrza Xandreda rosną w siłę. Dodatkowo do złoczyńców dołącza tajemniczy Serrator. Antonio i Mentor Ji odkrywają tajemnicę legendarnego Czarnego Pudełka, dzięki któremu Power Rangers Samurai mogą uwolnić jeszcze potężniejszą moc, stając się drużyną Super Samurai, zdolną pokonać rosnącą w siłę armię zła Mistrza Xandreda i jego sojuszników.

## Obsada
Poniższa lista przedstawia głównych bohaterów serialu Power Rangers Samurai/Super Samurai wraz z nazwiskami odtwórców ról.

### Rangersi
| Ranger                         | Postać         | Aktor                |
| ------------------------------ | -------------- | -------------------- |
| Czerwony Samurai Ranger (I)    | Jayden Shiba   | Alex Heartman        |
| Czerwona Samurai Rangerka (II) | Lauren Shiba   | Kimberley Crossman   |
| Niebieski Samurai Ranger       | Kevin          | Najee De-Tiege       |
| Różowa Samurai Rangerka        | Mia Watanabe   | Erika Fong           |
| Zielony Samurai Ranger         | Mike           | Hector David Jr.     |
| Żółta Samurai Rangerka         | Emily          | Brittany Anne Pirtle |
| Złoty Samurai Ranger           | Antonio Garcia | Steven Skyler        |

### Sprzymierzeńcy
- Mentor Ji (Rene Naufahu) – mentor drużyny.
- Mięśniak (Wujek Bolek) (ang.: Bulk; Paul Schrier) – postać komiczna z oryginalnej serii Mighty Morphin Power Rangers.
- Spike (Felix Ryan) – syn Czachy, uczeń Mięśniaka.
- Ojciec Jaydena i Lauren (Steven A. Davis) – poprzedni czerwony Samurai ranger.

#### Rangersi z poprzednich serii
| Ranger                          | Seria | Postać       | Aktor                                                       |
| ------------------------------- | ----- | ------------ | ----------------------------------------------------------- |
| Ranger Operator Serii Czerwonej | RPM   | Scott Truman | Eka Darville (głos, w napisach końcowych jako Tobias Reiss) |

### Wrogowie
- Mistrz Xandred (głos: Jeff Szusterman) – przywódca Nighloków, główny antagonista serii
- Dayu (Rugen Du Bray/głos: Kate Elliott) – Nighlok/człowiek, podwładna Xandreda
- Octoroo (głos: Jeff Szusterman) – naukowiec
- Deker (Rick Medina) – Nighlok/człowiek, mąż Dayu i główny wojownik Nighloków
- Serrator (głos: Derek Judge) – rzucił klątwę na Dayu i Dekera

## Muzyka tytułowa
Power Rangers Samurai, to muzyka tytułowa serii Power Rangers Samurai/Super Samurai, wykorzystana m.in. w czołówce serialu. Dodatkowo utwór pojawiał się wielokrotnie w trakcie odcinków, w wersji z wokalem oraz instrumentalnej.
Utwór skomponował i wykonał Noam Kaniel.
Jest to kolejny remiks Go Go Power Rangers, muzyki tytułowej serii Mighty Morphin Power Rangers. Zmianie uległa linia instrumentalna, a także poszerzony został tekst piosenki.
To pierwsza piosenka czołówka Power Rangers od 1996 roku, w którym użyto zwrotu Go, Go, Power Rangers!. Po raz ostatni ten zwrot pojawił się w muzyce tytułowej Power Rangers Zeo.

## Wersja polska
Wersja polska: na zlecenie Nickelodeon Polska – Start International Polska

Reżyseria: Elżbieta Kopocińska

Dialogi polskie: Anna Niedźwiecka

Dźwięk i montaż:
- Michał Skarżyński (odc. 1–27, 32–33, 35, 41–43),
- Grzegorz Ogorzały (odc. 28–31, 36–37, 39)

Kierownik produkcji: Dorota Nyczek

Nadzór merytoryczny: Aleksandra Dobrowolska, Katarzyna Dryńska

Udział wzięli:
- Paweł Ciołkosz – Jayden
- Grzegorz Kwiecień – Kevin
- Przemysław Stippa – Mike
- Joanna Pach – Emily
- Joanna Kudelska – Mia
- Grzegorz Drojewski – Antonio

oraz
- Robert Tondera –
  - Mentor Ji,
  - Dreadhead (odc. 21)
- Waldemar Barwiński – Spike
- Paweł Szczesny – Wujek Bolek (Bulk)
- Mateusz Narloch –
  - Matthew (odc. 1),
  - Scott Truman (odc. 22)
- Mikołaj Klimek –
  - Rofer (odc. 1, 21),
  - ojciec Kevina (odc. 5, 19),
  - Serrator (odc. 17),
  - Sierżant Kołowrót (odc. 22),
  - Szarańcza (odc. 37)
- Elżbieta Kopocińska – Dayu
- Miłogost Reczek – Mistrz Xandred
- Cezary Kwieciński – Octoroo
- Beniamin Lewandowskki – Ryan (odc. 2)
- Janusz Wituch –
  - trener baseballa (odc. 2),
  - Yamiror (odc. 5, 21),
  - Wielogęby (odc. 14),
  - Scorpionic (odc. 20),
  - Rekin (odc. 22),
  - Zmiennozwierz (odc. 26),
  - Crustor (odc. 29),
  - zapowiadający zespoły (odc. 30),
  - Duplikator (odc. 32)
- Jacek Król –
  - Dwuton (Doubletone) (odc. 2),
  - Skarf (odc. 31)
- Janusz Zadura –
  - ojciec Ryana (odc. 2)
  - Negatron (odc. 4, 21)
- Jacek Rozenek – Desperaino (odc. 8)
- Piotr Bąk –
  - Robtish (odc. 9–10, 21),
  - Stalowy (odc. 12)
- Mieczysław Morański – Daisuke (odc. 15–16)
- Jakub Szydłowski –
  - Tooya (odc. 19, 21),
  - Serrator (odc. 22, 27–38)
- Zbigniew Konopka –
  - Profesor Cog (odc. 22),
  - Jednooki (odc. 28),
  - Wielki Shogun (odc. 29),
  - Maldan (odc. 35)
- Bernard Lewandowski – Cody (odc. 29, 35)
- Józef Pawłowski – Terry (odc. 30)
- Jonasz Tołopiło – Noah (odc. 31)
- Bartosz Martyna – Chad (odc. 31)
- Anna Sztejner – Fiera (odc. 39)
- Beata Wyrąbkiewicz – Lauren (odc. 39–43)
- Tomasz Borkowski –
  - Gigertox (odc. 40),
  - ojciec Jadena (odc. 40)
- Wojciech Chorąży – Czacha (odc. 43)

i inni

## Power Rangers Samurai (Sezon 18; 2011)
| Legenda: 02.03.2012 – W przypadku sezonu, którego premierową emisję prowadziły 2 stacje telewizyjne, pierwszą premierę w Polsce oznaczono pogrubieniem. |

| Premiera w USA                           | Premiera w Polsce  | Premiera w Polsce | Nr  | Nr w serii | Polski tytuł                          | Angielski tytuł                     |
| Premiera w USA                           | Nickelodeon Polska | Nickelodeon HD    | Nr  | Nr w serii | Polski tytuł                          | Angielski tytuł                     |
| ---------------------------------------- | ------------------ | ----------------- | --- | ---------- | ------------------------------------- | ----------------------------------- |
|                                          |                    |                   |     |            |                                       |                                     |
| SEZON OSIEMNASTY – POWER RANGERS SAMURAI |                    |                   |     |            |                                       |                                     |
|                                          |                    |                   |     |            |                                       |                                     |
| 15.10.2011                               | 17.03.2012         | 02.03.2012        | 701 | 01         | Początki                              | Origins                             |
|                                          |                    |                   |     |            | Początki                              | Origins                             |
| 22.10.2011                               | 17.03.2012         | 02.03.2012        | 702 | 02         | Początki                              | Origins                             |
|                                          |                    |                   |     |            |                                       |                                     |
| 07.02.2011                               | 08.10.2011         | 13.10.2011        | 703 | 03         | Powstaje drużyna                      | The Team Unites                     |
|                                          |                    |                   |     |            |                                       |                                     |
| 13.02.2011                               | 09.10.2011         | 14.10.2011        | 704 | 04         | Umowa z Nighlokiem                    | Deal With a Nighlok                 |
|                                          |                    |                   |     |            |                                       |                                     |
| 20.02.2011                               | 16.10.2011         | 21.10.2011        | 705 | 05         | Dzień wolny                           | Day Off                             |
|                                          |                    |                   |     |            |                                       |                                     |
| 27.02.2011                               | 23.10.2011         | 28.10.2011        | 706 | 06         | Kamienie i kije                       | Sticks & Stones                     |
|                                          |                    |                   |     |            |                                       |                                     |
| 06.03.2011                               | 15.01.2012         | 10.11.2011        | 707 | 07         | Jak ryba bez wody                     | A Fish Out of Water                 |
|                                          |                    |                   |     |            |                                       |                                     |
| 13.03.2011                               | 06.11.2011         | 11.11.2011        | 708 | 08         | Porwanie panny młodej                 | There Go the Brides                 |
|                                          |                    |                   |     |            |                                       |                                     |
| 20.03.2011                               | 05.11.2011         | 04.11.2011        | 709 | 09         | Zaklęty niebieski                     | I’ve Got a Spell on Blue            |
|                                          |                    |                   |     |            |                                       |                                     |
| 27.03.2011                               | 26.11.2011         | 25.11.2011        | 710 | 10         | Las tylko dla drzew                   | Forest for the Trees                |
|                                          |                    |                   |     |            |                                       |                                     |
| 10.04.2011                               | 27.11.2011         | 27.11.2011        | 711 | 11         | Sprawdzian przywódcy                  | Test of the Leader                  |
|                                          |                    |                   |     |            |                                       |                                     |
| 17.04.2011                               | 04.12.2011         | 09.12.2011        | 712 | 12         | Wyzwanie Jaydena                      | Jayden’s Challenge                  |
|                                          |                    |                   |     |            |                                       |                                     |
| 30.04.2011                               | 11.12.2011         | 16.12.2011        | 713 | 13         | Nieoczekiwane przybycie               | Unexpected Arrival                  |
|                                          |                    |                   |     |            |                                       |                                     |
| 07.05.2011                               | 18.12.2011         | 23.12.2011        | 714 | 14         | Miejsce dla nowego                    | Room for One More                   |
|                                          |                    |                   |     |            |                                       |                                     |
| 14.05.2011                               | 25.12.2011         | 30.12.2011        | 715 | 15         | Błękit i złoto                        | The Blue and the Gold               |
|                                          |                    |                   |     |            |                                       |                                     |
| 21.05.2011                               | 01.01.2012         | 25.01.2012        | 716 | 16         | Dusza zespołu                         | Team Spirit                         |
|                                          |                    |                   |     |            |                                       |                                     |
| 28.05.2011                               | 05.02.2012         | 02.02.2012        | 717 | 17         | Brama Tengen                          | The Tengen Gate                     |
|                                          |                    |                   |     |            |                                       |                                     |
| 04.06.2011                               | 12.02.2012         | 09.02.2012        | 718 | 18         | W matni                               | Boxed In                            |
|                                          |                    |                   |     |            |                                       |                                     |
| 01.10.2011                               | 19.02.2012         | 16.02.2012        | 719 | 19         | Przerwany sen                         | Broken Dreams                       |
|                                          |                    |                   |     |            |                                       |                                     |
| 08.10.2011                               | 26.02.2012         | 23.02.2012        | 720 | 20         | Najwspanialszy pojedynek              | The Ultimate Deal                   |
|                                          |                    |                   |     |            |                                       |                                     |
| 29.10.2011                               | 09.05.2012         | 17.06.2012        | 721 | S1         | Imprezowe potwory                     | Party Monsters                      |
|                                          |                    |                   |     |            |                                       |                                     |
| 26.11.2011                               | 10.05.2012         | 17.06.2012        | 722 | S2         | Dwóch Czerwonych Strażników           | Clash of the Red Rangers: The Movie |
|                                          |                    |                   |     |            |                                       |                                     |
| 10.12.2011                               | 22.12.2012         | 23.12.2012        | 723 | S3         | Wspólne Święta, przyjaciele na zawsze | Christmas Together, Friends Forever |
|                                          |                    |                   |     |            |                                       |                                     |

## Power Rangers Super Samurai (Sezon 19; 2012)
| Premiera w USA                                    | Premiera w Polsce  | Premiera w Polsce | Nr  | Nr w serii | Polski tytuł                                    | Angielski tytuł                       |
| Premiera w USA                                    | Nickelodeon Polska | Netflix Polska    | Nr  | Nr w serii | Polski tytuł                                    | Angielski tytuł                       |
| ------------------------------------------------- | ------------------ | ----------------- | --- | ---------- | ----------------------------------------------- | ------------------------------------- |
|                                                   |                    |                   |     |            |                                                 |                                       |
| SEZON DZIEWIĘTNASTY – POWER RANGERS SUPER SAMURAI |                    |                   |     |            |                                                 |                                       |
|                                                   |                    |                   |     |            |                                                 |                                       |
| 18.02.2012                                        | 11.08.2012         | 23.02.2016        | 724 | 01         | Super Samuraj                                   | Super Samurai                         |
|                                                   |                    |                   |     |            |                                                 |                                       |
| 25.02.2012                                        | 12.08.2012         | 23.02.2016        | 725 | 02         | Pancerz                                         | Shell Game                            |
|                                                   |                    |                   |     |            |                                                 |                                       |
| 03.03.2012                                        | 18.08.2012         | 23.02.2016        | 726 | 03         | Zamiana miejsc                                  | Trading Places                        |
|                                                   |                    |                   |     |            |                                                 |                                       |
| 10.03.2012                                        | 19.08.2012         | 23.02.2016        | 727 | 04         | Coś śmierdzi                                    | Something Fishy                       |
|                                                   |                    |                   |     |            |                                                 |                                       |
| 17.03.2012                                        | 01.09.2012         | 23.02.2016        | 728 | 05         | Ratunek                                         | The Rescue                            |
|                                                   |                    |                   |     |            |                                                 |                                       |
| 24.03.2012                                        | 02.09.2012         | 23.02.2016        | 729 | 06         | BykoZord                                        | The BullZord                          |
|                                                   |                    |                   |     |            |                                                 |                                       |
| 31.03.2012                                        | 09.09.2012         | 23.02.2016        | 730 | 07         | Młodszy brat                                    | He Ain’t Heavy Metal, He’s My Brother |
|                                                   |                    |                   |     |            |                                                 |                                       |
| 07.04.2012                                        | 16.09.2012         | 23.02.2016        | 731 | 08         | Wybór Kevina                                    | Kevin’s Choice                        |
|                                                   |                    |                   |     |            |                                                 |                                       |
| 14.04.2012                                        | 23.09.2012         | 23.02.2016        | 732 | 09         | Uciekinier                                      | Runaway Spike                         |
|                                                   |                    |                   |     |            |                                                 |                                       |
| 21.04.2012                                        | 30.09.2012         | 23.02.2016        | 733 | 10         | Dziwny przypadek łakomstwa                      | The Strange Case of the Munchies      |
|                                                   |                    |                   |     |            |                                                 |                                       |
| 28.04.2012                                        | 07.10.2012         | 23.02.2016        | 734 | 11         | Lepka sprawa                                    | A Sticky Situarion                    |
|                                                   |                    |                   |     |            |                                                 |                                       |
| 05.05.2012                                        | 14.10.2012         | 23.02.2016        | 735 | 12         | Zaufaj mi                                       | Trust Me                              |
|                                                   |                    |                   |     |            |                                                 |                                       |
| 12.05.2012                                        | 21.10.2012         | 23.02.2016        | 736 | 13         | Powrót Mistrza                                  | The Master Returns                    |
|                                                   |                    |                   |     |            |                                                 |                                       |
| 13.10.2012                                        | 28.10.2012         | 23.02.2016        | 737 | 14         | Pęknięcie świata                                | A Crack in the World                  |
|                                                   |                    |                   |     |            |                                                 |                                       |
| 03.11.2012                                        | 04.11.2012         | 23.02.2016        | 738 | 15         | Cios od losu                                    | Stroke of Fate                        |
|                                                   |                    |                   |     |            |                                                 |                                       |
| 10.11.2012                                        | 11.11.2012         | 23.02.2016        | 739 | 16         | Ogień zwalczaj ogniem                           | Fight Fire With Fire                  |
|                                                   |                    |                   |     |            |                                                 |                                       |
| 17.11.2012                                        | 18.11.2012         | 23.02.2016        | 740 | 17         | Wielki pojedynek                                | The Great Duel                        |
|                                                   |                    |                   |     |            |                                                 |                                       |
| 24.11.2012                                        | 02.12.2012         | 23.02.2016        | 741 | 18         | Zło się odradza                                 | Evil Reborn                           |
|                                                   |                    |                   |     |            |                                                 |                                       |
| 01.12.2012                                        | 09.12.2012         | 23.02.2016        | 742 | 19         | Symbol pieczęci                                 | The Sealing Symbol                    |
|                                                   |                    |                   |     |            |                                                 |                                       |
| 08.12.2012                                        | 16.12.2012         | 23.02.2016        | 743 | 20         | Samuraj na straży                               | Samurai Forever                       |
|                                                   |                    |                   |     |            |                                                 |                                       |
| 27.10.2012                                        | nieemitowany       | 17.04.2016        | 744 | S1         | Power Rangers Super Samurai: Trickster Treat    | Trickster Treat                       |
|                                                   |                    |                   |     |            |                                                 |                                       |
| 15.12.2012                                        | nieemitowany       | 17.04.2016        | 745 | S2         | Power Rangers Super Samurai: Stuck on Christmas | Stuck on Christmas                    |
|                                                   |                    |                   |     |            |                                                 |                                       |

## Ciekawostki
- Pierwotnie Saban Brands poleciło napisanie scenariusza Amitowi Bhuamikowi, scenarzyście Power Rangers Wild Force. Ostatecznie jego praca nie została wykorzystana przez Jonathana Tzachora. Według pomysłu Bhuamika, rangersi mieli pochodzić z różnych zakątków świata (Stany Zjednoczone, Wielka Brytania, Austria, Nigeria i Meksyk) i mieć związki ze środowiskiem samurajów. Drużyna miała zostać zjednoczona w celu obrony Stone Canyone przed potworami Klanu Ashura. Mistrz Xandred miał być pokonany przed laty i powrócić w finale sezonu, zaś Octoroo, zwany w tym projekcie scenariusza Octomancerem, miał współdziałać z przyjacielem czerwonego rangera, Keiki Awakawą (odpowiednikiem Dekera), będącym następcą tronu Ashura i szczęśliwie przyjmującym tę rolę. Mięśniak miał powrócić jako postać komiczna, będąca sprzymierzeńcem rangersów, zaś jego nierozgarnięty syn Eugene miał zostać złotym rangerem. Czerwona rangerka była planowana jako stała liderka zespołu na ostatnie dziesięć odcinków, podczas gdy czerwony ranger odkryłby prawdę, iż pochodzi z Klanu Ashura i wykorzystałby ten fakt do zakończenia walki[13].

### Power Rangers Samurai
- To pierwszy sezon w historii, w którym wszyscy rangersi są samurajami, a także drugi w historii, w którym rangersi posiadają moc samuraja. Wcześniej Zielonym Rangerem Samuraja był Cameron Watanabe w serii Power Rangers Ninja Storm.
- To pierwsza seria wyprodukowana przez Saban Brands. Tym samym otwiera ona Erę Neo-Saban w historii Power Rangers.
- Pomimo zmianie właściciela praw do marki, produkcja serialu pozostała w Nowej Zelandii.
- To pierwszy sezon, który został wyemitowany w Stanach Zjednoczonych na antenie Nickelodeon.
- W pierwotnym scenariuszu, postać Antonia miała mieć na imię Wesley, tak samo jak Czerwony Time Force Ranger z Power Rangers Time Force, zaś Jayden miał mieć na imię Reese.
- Kilka odcinków Power Rangers Samurai zostało wyemitowanych w niechronologicznej kolejności podczas premierowej emisji. Pierwsze dwa odcinki, zatytułowane Origins, zostały wyemitowane dopiero w październiku 2011 roku, kończąc premierową emisję serii i będąc niejakim prequelem całego sezonu.
- To pierwszy sezon posiadający różową rangerkę od czasów Power Rangers: Operacja Overdrive.
- To pierwsza seria, w której członkowie piechoty wroga są również wykorzystywani do walk z Megazordem.
- Power Rangers Samurai wraz z Power Rangers Super Samurai są pierwszą inkarnacją serialu od czasów Mighty Morphin Power Rangers, która trwała dłużej niż jeden rok. Sytuacja ta spowodowana była polityką prowadzoną przez stację Nickelodeon, która nałożyła Saban Brands limit 20 odcinków na rok. Jednakże pierwsze dwa sezony Mighty Morphin Power Rangers składają się łącznie ze 114 odcinków, podczas gdy Power Rangers Samurai/Super Samurai – z 45 odcinków.
- To pierwszy przypadek w historii serialu, kiedy nazwiska rangersów pochodzących z Ziemi pozostały nieznane dla widza (Kevin, Mike i Emily).
- To pierwszy sezon od czasów Power Rangers Zeo, który posiada specjalny odcinek na święta Bożego Narodzenia (Christmas Together, Friends Forever), jak również jest to pierwsza seria od czasów Mighty Morphin Power Rangers, która posiada specjalny odcinek halloweenowy (Party Monsters).
- To również pierwszy sezon od czasów Mighty Morphin Power Rangers, który posiada złotą błyskawicę w logotypie.
- W zależności od odcinków, materiał filmowy z kokpitu Megazorda posiada wiele niespójności. Rangersi często używają nieprawidłowych konsol do obsługi swoich zordów. Jest to zauważalne dzięki ornamentom zwierząt na tych konsolach.
- To pierwszy sezon od czasów Power Rangers: Mistyczna moc, w którym schemat kolorów podstawowej piątki rangersów to czerwony, niebieski, zielony, żółty i różowy.
- To także pierwsza seria w historii, która nie była emitowana rok po adaptowanym przez nią serialu Super Sentai. Samurai Sentai Shinkenger rozpoczęło premierową emisję w 2009 roku.
- To również pierwszy sezon, który potwierdza istnienie drużyn Power Rangers przed rozpoczęciem fabuły Mighty Morphin Power Rangers (poprzednie pokolenia drużyny Power Rangers Samurai).
- Dom Shiba, będący bazą operacyjną rangersów, jest chroniony symbolami mocy. To pierwszy przypadek, w którym baza drużyny jest pod ochroną od czasów oryginalnego Centrum Dowodzenia z Mighty Morphin Power Rangers, Power Rangers Zeo i Power Rangers Turbo.
- To także pierwsza seria Power Rangers, w której członkowie drużyny zostają wybrani na podstawie działalności ich przodków.
- To pierwszy sezon w historii serialu, który nie został wyemitowany rok po swoim poprzedniku. Power Rangers RPM emitowane było premierowo w 2009 roku, zaś Power Rangers Samurai – w 2011 roku.
- Choć odcinek specjalny Clash of the Red Rangers, przedstawiający wspólną walkę drużyny Samurai i Operatora Serii Czerwonej z Power Rangers RPM, został wyemitowany podczas premierowej emisji serii Power Rangers Samurai, to fabularne akcja tego odcinka dzieje się pomiędzy czwartym a piątym odcinkiem sezonu Power Rangers Super Samurai.
- To pierwszy sezon od czasów Power Rangers: Operacja Overdrive, w którym powraca przynajmniej jeden z poprzednich rangersów (Scott Truman jako Operator Serii Czerwonej z Power Rangers RPM w odcinku Clash of the Red Rangers).
- Clash of the Red Rangers jest jedynym odcinkiem w historii Power Rangers, który trwa dłużej niż 22 minuty (45 minut) i nie jest oficjalnie podzielony na co najmniej dwie części.
- Odcinek Clash of the Red Rangers potwierdza, że akcja serii Power Rangers RPM toczy się w równoległej rzeczywistości.
- W rolę Scotta Trumana, Rangera Operatora Serii Czerwonej z Power Rangers RPM w odcinku Clash of the Red Rangers ponownie wcielił się Eka Darville. Aktor w 2010 roku dołączył do Screen Actors Guild i z tego powodu nie mógł wystąpić osobiście w Power Rangers Samurai, a wyłącznie użyczył głosu swojej postaci pod pseudonimem Tobias Reiss. Informację tę potwierdził Alex Heartman, odtwórca roli Jaydena Shiba, Czerwonego Samurai Rangera, podczas konwentu Power Morphicon 2013.
- To pierwszy sezon, w którym pojawia się postać Mięśniaka od czasów epizodycznej roli w Power Rangers Wild Force.
- To pierwszy sezon, w którym monolog narratora poprzedza fragment odcinka przed czołówką, a nie samą czołówkę jak to miało miejsce w Power Rangers Ninja Storm i Power Rangers RPM.

### Super Samurai
- Power Rangers Super Samurai jest bezpośrednią kontynuacją Power Rangers Samurai. Łącznie oba sezony mają 45 odcinków i są pierwszą inkarnacją serialu od czasów Power Rangers S.P.D., mającą więcej niż 32 epizody, a także pierwszą od czasów Power Rangers: Zagubiona galaktyka, która składa się z większej ilości niż 40 odcinków.
- To pierwsza seria od czasów trzeciego sezonu Mighty Morphin Power Rangers, która rozpoczyna się z ilością sześciu rangersów w drużynie.
- To drugi sezon w historii, od czasów Power Rangers S.P.D., w którym pojawia się zarówno męski, jak i kobiecy czerwony ranger (Jayden Shiba i Lauren Shiba).
- 1 kwietnia 2012 roku (prima aprilis), Saban Brands opublikowało nieprawdziwą informację o rozpoczęciu produkcji Morfumów (ang.: Morphumes) – serię perfumów w buteleczkach w kształcie hełmów pięciu podstawowych rangersów z Power Rangers Samurai/Super Samurai.
- W trakcie premierowej emisji serii, Saban Brands zarejestrował prawa do nazwy Power Rider. Wielu fanów serialu poderjrzewało, iż Saban planuje nakręcić adaptację innej znanej japońskiej serii tokusatsu – Kamen Rider. Ostatecznie nic takiego nie nastąpiło.
- To pierwszy sezon, którego tytuł jest identyczny z nazwą rozszerzonego akcesorium rangersów.
- To pierwsza seria w historii Power Rangers, która powstała na podstawie tego samego serialu Super Sentai, co jej poprzedniczka (Power Rangers Samurai) – Samurai Sentai Shinkenger.
- W większości materiałów promocyjnych serii, drużyna Power Rangers widoczna jest wyłącznie w Mega Trybie. Prawdopodobnie było to spowodowane próbą rozróżnienia sezonu od Power Rangers Samurai.
- To pierwszy sezon, w którym pojawia się postać Czachy od czasów epizodycznej roli w Power Rangers Wild Force. Jednocześnie jest to do tej pory ostatnia seria, w której występują Mięśniak i Czacha.
- To jeden z nielicznych sezonów w historii, w którym członkowie drużyny nie tracą swoich mocy wraz z finałem sezonu. Poprzednim razem taka sytuacja miała miejsce w serii Power Rangers: Furia dżungli.
- To pierwszy sezon od czasów Power Rangers w kosmosie, w którym większość członków drużyny jest znana widzom od pierwszego odcinka. Jayden, Kevin, Mike, Mia, Emily i Antonio wystąpili wcześniej w Power Rangers Samurai, zaś jedynym nowym członkiem zespołu, pojawiającym się w trakcie sezonu, jest Lauren, czerwona rangerka.
- To pierwszy sezon, w którym w drużynie rangersów jest rodzeństwo od czasów Power Rangers: Mistyczna moc. Jednakże Jayden i Lauren Shiba nie są członkami zespołu w tym samym czasie.